# Лесные Шигали
Лесны́е Шига́ли (чув. Вӑрман Шӑхаль) — деревня в Вурнарском районе Чувашской Республики. Входит в состав Буртасинского сельского поселения.

## География
Находится в центральной части Чувашии, на расстоянии приблизительно 14 км на запад по прямой от районного центра поселка Вурнары.

## История
Основана в 1928 году как поселок, в том же году уже был 21 двор и 101 житель. В 1939 было учтено 177 жителей, в 1979—101. В 2002 году было 17 дворов, в 2010 — 11 домохозяйств. В 1931 году был образован колхоз «Большевик».

## Население
Постоянное население составляло 29 человек (чуваши 86 %) в 2002 году, 17 в 2010.